# 170006 Stoughton
170006 Stoughton è un asteroide della fascia principale. Scoperto nel 2002, presenta un'orbita caratterizzata da un semiasse maggiore pari a 3,1822077 UA e da un'eccentricità di 0,0777824, inclinata di 11,69802° rispetto all'eclittica.